# Сакеду (Сасари)
Сакеду је насеље у Италији у округу Сасари, региону Сардинија.
Према процени из 2011. у насељу је живело 53 становника. Насеље се налази на надморској висини од 64 м.